# Erich Suchanek
Erich Suchanek (* 18. Oktober 1914 in Riegersburg; † 15. September 1978 in Villach) war ein österreichischer Politiker (SPÖ) und Bundesbahnbeamter. Er war Mitglied des Bundesrates, Abgeordneter zum Nationalrat und Landeshauptmann-Stellvertreter von Kärnten.
Suchanek besuchte nach der Volksschule vier Klassen eines Realgymnasiums und arbeitete im landwirtschaftlichen Pachtbetrieb seiner Eltern. 1936 trat er in den Dienst der Bahn und wurde in der Folge Sekretär der Eisenbahnergewerkschaft. Er vertrat die SPÖ zwischen dem 1. Juni 1956 und dem 17. März 1958 im Bundesrat, wobei er vom 2. Juni 1956 bis zum 30. Juni 1956 das Amt des Vorsitzenden des Bundesrates innehatte. Danach war er vom 17. März 1958 bis zum 12. April 1965 Abgeordneter zum Nationalrat, woraufhin er schließlich in die Kärntner Landesregierung wechselte. Am 12. April 1965 wurde Suchanek als Landesrat der Landesregierung Sima I angelobt und übernahm am 20. März 1970 bis zum 15. Dezember 1972 das Amt des 2. Landeshauptmann-Stellvertreters in der Landesregierung Sima II. Zudem war er Obmann der Bezirksleitung der SPÖ Villach und Vorsitzender der Landesexekutive des ÖGB Kärnten.